# 安詳寺
安詳寺（あんじょうじ）は、東京都大田区にある日蓮宗の寺院。

## 概要
1629年（寛永6年）、安詳院日憶によって開山された。
当初は池上本門寺の末寺であったが、当時の池上本門寺は不受不施派で、当寺も不受不施義に同調していたため、幕府の不受不施派禁教令により転向し、誕生寺に本寺替となった。
元禄年間（1688年～1704年）になり、規模を大きくした堂宇が完成した。

## 交通アクセス
- 久が原駅より徒歩15分。